# Campylanthus anisotrichus
Campylanthus anisotrichus är en grobladsväxtart som först beskrevs av Anthony G. Miller, och fick sitt nu gällande namn av M. Hjertson och A. G. Miller. Campylanthus anisotrichus ingår i släktet Campylanthus och familjen grobladsväxter. Inga underarter finns listade i Catalogue of Life.